# Сидоркина, Вита
Вита (Валентина) Сидоркина (родилась 20 марта 1994, Хабаровск, Россия) — российская модель, известная своим участием в показах Victoria's Secret.

## Юность
Родилась и выросла в Хабаровске. Во время обучения в школе посещала курсы моделей. В 2010 году подписала контракт с московским модельным агентством Cherie Models, снялась для каталогов Mitos и Clue.
В 2011 году она переехала в Нью-Йорк в возрасте 17 лет, чтобы работать моделью. В том же году она приняла участие в Неделе моды в Нью-Йорке.

## Карьера
В 2011 году Сидоркина появилась в рекламе бренда Rebecca Minkoff и Oyster, а также на обложке Revue des Modes. Она участвовала в показах таких дизайнеров, как  Adam, Carmen Marc Valvo, Hermès, Joy Cioci, Moncler Gamme Rouge, Rebecca Minkoff и Тори Берч.
В 2012 году она снималась для журнала L'Officiel и Alexis and Elle.
В 2013 году подписала временный контракт с нью-йоркским агентством Silent, после трёх месяцев работы в США на неделе высокой моды в Нью-Йорке, отправилась в Париж, где быстро набрала популярность, приняв участие в 7 показах парижского сезона.
В 2014 году Сидоркина позировала для Vanity Fair. В том же году она позирует для бренда нижнего белья Victoria's Secret и их линии PINK.
В 2015 году была приглашена на итоговый показ компании Victoria’s Secret. В том же году она появилась в передовицах для Marie Claire, Dressed to Kill, Teen Vogue, Paper и Telva, а также в рекламе для BCBG Max Azria, Spinelli Kilcollin и Lefties.

## Личная жизнь
С 29 июля 2017 года Вита замужем за итальянским бизнесменом Валерио Морабито. У супругов есть дочь Аллегра (род. 15.11.2018).
15.11.2023 родилась вторая дочь Аврора.